# Forêt allemande

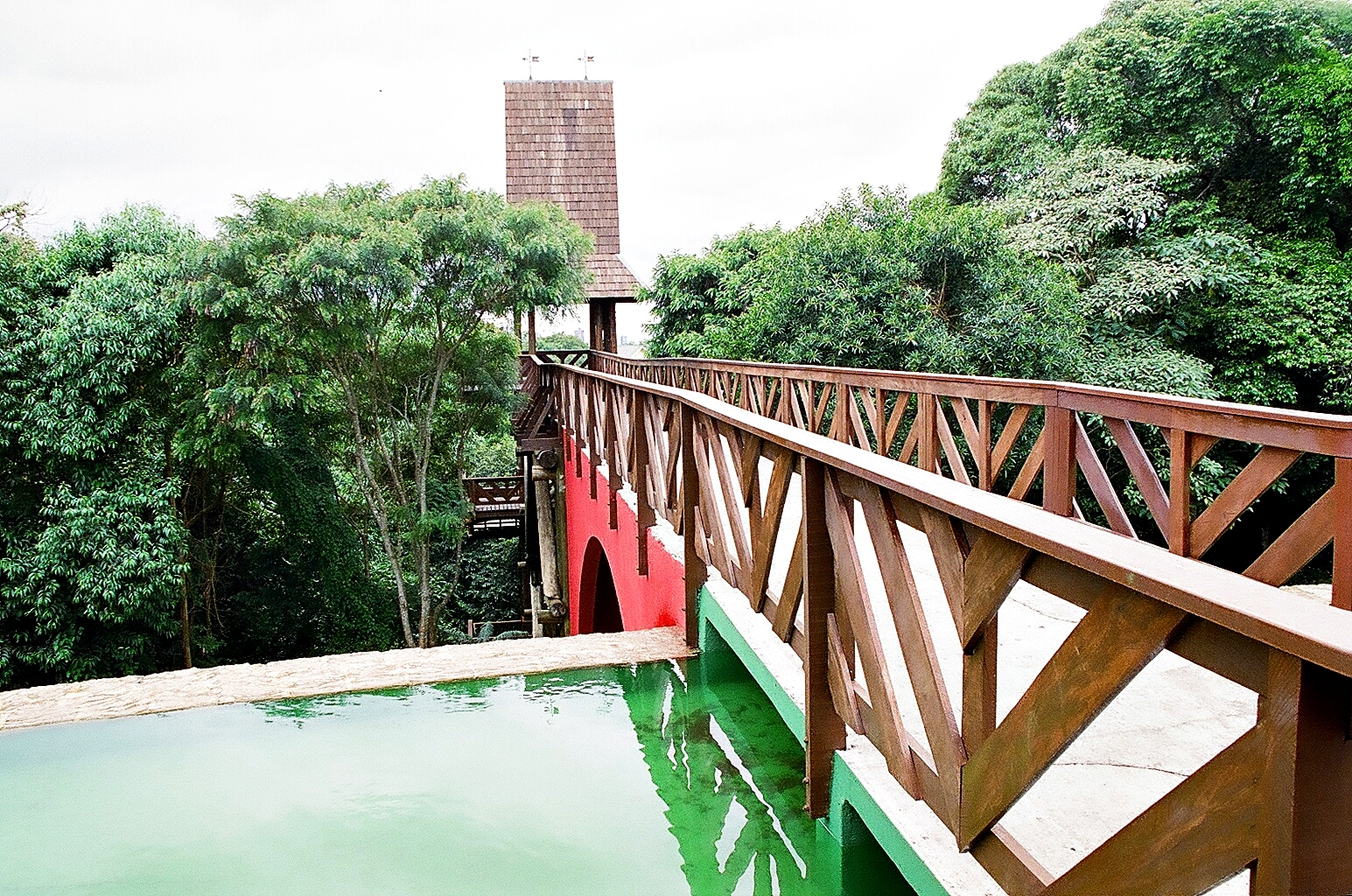
La forêt allemande

La forêt allemande (portugais : Bosque Alemão) est un parc créé à Curitiba au Brésil en l'honneur des immigrés allemands qui s'installèrent dans la ville au début du XIXe siècle.
Au sein du parc, les visiteurs peuvent se balader sur le sentier de Hansel et Gretel et accéder à une reproduction de la maison en pain d'épice et en sucrerie du conte des frères Grimm, où les enfants peuvent se retrouver le samedi après-midi pour écouter une conteuse déguisée en vieille dame, supposée habiter la maison.